# Jan Himmelfarb
Jan Himmelfarb (* 1985 in Charkiw) ist ein deutscher Schriftsteller.
Jan Himmelfarb ist in der Ukraine geboren und kam im Alter von 7 Jahren mit seiner Familie nach Deutschland. Er studierte Betriebswirtschaftslehre und lebt und arbeitet seit 2009 im Ruhrgebiet.
Sein Romandebüt Sterndeutung, in dem er die Geschichte einer jüdischen Familie erzählt, die zu Beginn der 1990er Jahre aus der Ukraine nach Deutschland flieht, ist 2015 im C.H. Beck Verlag erschienen.